# Wolbromów
Wolbromów (niem. Klein Neundorf) – wieś w Polsce położona w województwie dolnośląskim, w powiecie lwóweckim, w gminie Gryfów Śląski.

## Położenie
Wolbromów to mała wieś położona pomiędzy Wzniesieniami Gradowskimi na północy i północnym wschodzie a Wzgórzami Radomickimi na południowym zachodzie i południu. Zabudowania miejscowości leżą na wysokości około 280–300 m n.p.m.

## Podział administracyjny
W latach 1975–1998 miejscowość administracyjnie należała do województwa jeleniogórskiego.

## Przyroda
Wolbromów posiada też, oprócz drzewostanu w zabytkowym parku, wyjątkowo ciekawe drzewo - to jeden z najgrubszych w kraju buków. Okaz rośnie przy leśnej drodze, w odległości około 1 km na północny – wschód od miejscowości. To drzewo o obwodzie 656 cm i wysokości 24,5 m (w 2013 roku), a szacunkowy wiek to około 250 lat.

## Historia
Wolbromów powstał najprawdopodobniej w XIV wieku jako niewielka posiadłość rycerska. W 1840 roku w miejscowości było 68 domów, pałac, kościół, 2 szkoły, młyn wodny, cegielnia oraz 4 gospody. W 1978 roku były tu 53 gospodarstwa rolne, w 1988 roku ich liczba zmalała do 41.

## Demografia
W 1939 Wolbromów posiadał 329 mieszkańców. Według Narodowego Spisu Powszechnego (III 2011 r.) liczył 132 mieszkańców. Jest najmniejszą miejscowością gminy Gryfów Śląski.

## Zabytki
Do wojewódzkiego rejestru zabytków wpisane są:
- cmentarz, przy kościele pw. św. Jana Nepomucena, z XV-XIX w.
- zespół pałacowy, z drugiej połowy XIX w.
  - pałac,
  - park.